# Rhodostemonodaphne longiflora
Rhodostemonodaphne longiflora är en lagerväxtart som beskrevs av Madriñán. Rhodostemonodaphne longiflora ingår i släktet Rhodostemonodaphne och familjen lagerväxter. Inga underarter finns listade i Catalogue of Life.